# لوكا تشيكوني
لوكا تشيكوني (بالإيطالية: Luca Cecconi)‏ هو لاعب كرة قدم إيطالي في مركز الهجوم، ولد في 24 يناير 1964 في فوسشيو في إيطاليا. لعب مع فيورنتينا ونادي إمبولي ونادي باليرمو ونادي بريشيا ونادي بولونيا ونادي بيزا ونادي بيستويسي ونادي كاتانيا ونادي كومو.